# Centre mondial informatique et ressource humaine
Pour les articles homonymes, voir CMI.
Le Centre mondial informatique et ressource humaine est un centre de recherche français, actif de 1981 à 1987.

## Fondation
Le Centre mondial informatique et ressource humaine a été fondé par Jean-Jacques Servan-Schreiber (JJSS) et initialement dirigé par Nicholas Negroponte pendant un an. Il était situé au 22 de l'avenue Matignon, à Paris dans le 8e arrondissement.
Ce centre de recherches très pointu, voulu par François Mitterrand et Gaston Defferre, avait une vitrine grand public dans le hall d'entrée, tout le monde et en particulier les enfants étaient invités à venir apprendre la programmation en langage Logo.

## Activités
L'objectif principal était d'introduire l'usage de l'outil informatique dans tous les domaines de la société en commençant par les enfants. 
L'un des buts du CMI était aussi de permettre à l'Afrique de sauter l'étape de l'industrialisation et de passer directement au numérique. JJSS a notamment exposé cette idée à l'ONU en 1985 en présentant ses thèses sur la Révolution informatique et la problématique du Développement. Cette idée a été poursuivie par quelques acteurs comme Nicholas Negroponte en Éthiopie.
Les matériels informatiques utilisés étaient d'origine autant française qu'étrangère, mais avec une collaboration particulière avec Apple,.
Beaucoup de passionnés des débuts de la micro-informatique sont passés par là. Une grande ouverture d'esprit permettait, après les horaires d'ouverture au public, pour certains de partager cette passion.[réf. nécessaire]
Richard Stallman, le créateur de la fondation pour le logiciel libre qui était à l'époque au MIT, a travaillé dans les locaux du CMI. Le CMI a recruté des chercheurs en informatique célèbres : Seymour Papert, Ben Shneiderman, Alan Kay, Raj Reddy, Henri Gouraud, Patrick Baudelaire notamment. Le secrétaire général, Jacques Gualino, était lui-même informaticien.
Le CMI a financé de nombreux projets de recherche appliquée en informatique tels que le multimédia et l’intelligence artificielle ou d'utilisation de l'informatique en médecine ou en agronomie.

## Fermeture
Malgré la venue à Paris de plusieurs grands chercheurs en informatique et quelques succès à l'Éducation nationale et dans l'agriculture, le Centre informatique est un gouffre financier, très critiqué pour son inefficacité par la communauté scientifique et sanctionné dans un rapport de la Cour des comptes et un décret du 13 mars 1987. Il est fermé le 1er juillet 1987 après un rapport d'audit effectué par un expert de l'industrie informatique. Il a cependant permis à quelques jeunes Français de s'intéresser à l'informatique. Libération dans un article de mars 1985 écrit, à propos de la fermeture du CMI : « Fort du succès de son opération « Un été pour l'avenir » (400 micros dans des lieux de vacances), de son projet VFI (formation de jeunes chômeurs par des élèves des grandes écoles sous les drapeaux) il est vrai « saboté par l'armée », JJSS s'est retiré sous sa tente. Après avoir, il faut le reconnaître, contribué à une prise de conscience de la nécessité informatique. »